# 메이지 생명관

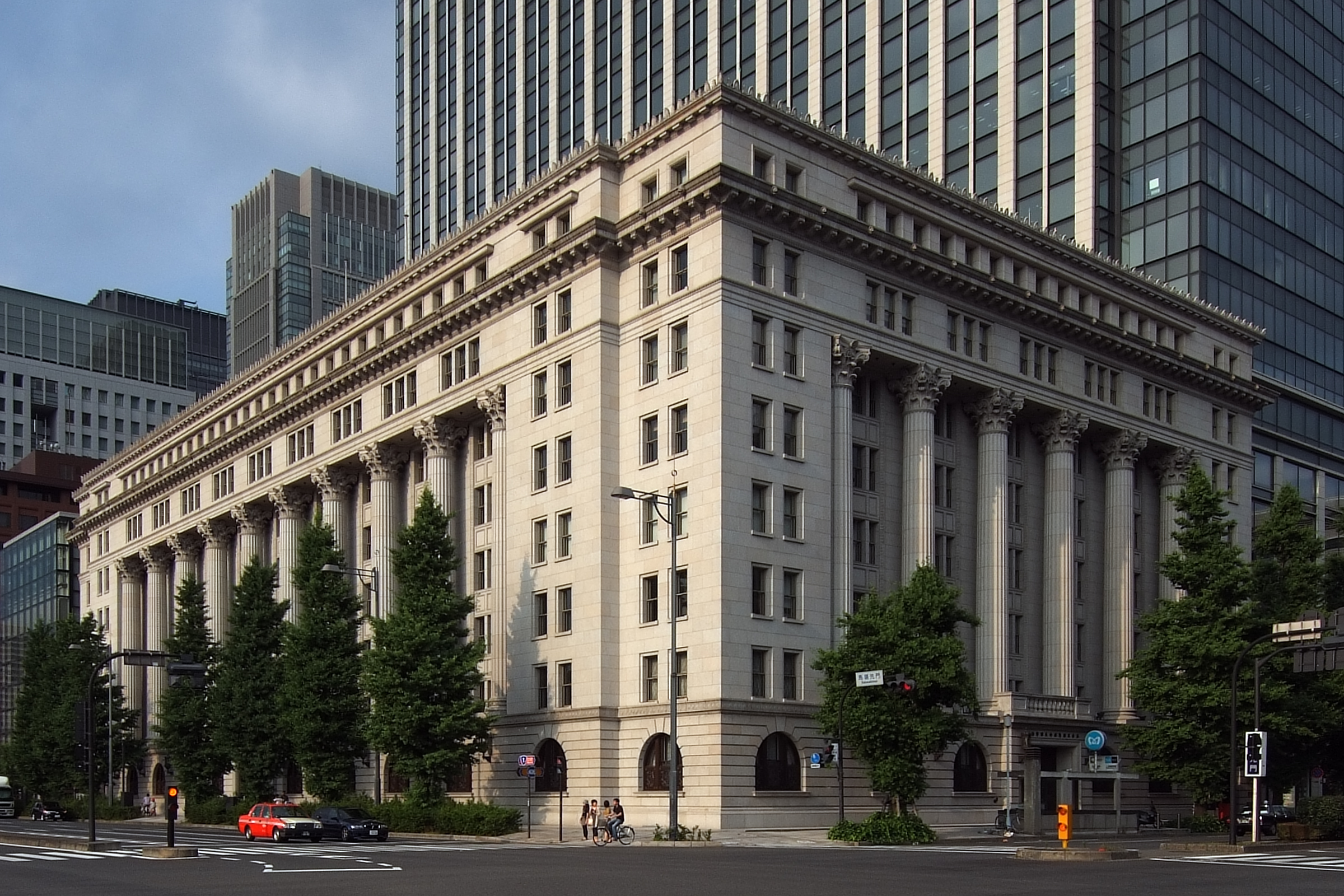

메이지 생명관(明治生命館)은 도쿄도 지요다구 마루노우치 니초메에 위치한 건축물이다. 설계는 오카다 신이치로·세이고로(형제), 구조설계는 나이토 다추. 중요문화재에는 '메이지생명보험상호회사 본사 본관(明治生命保険相互会社本社本館)'으로 지정되어 있다.

## 역사
업무의 확대에 따라 1928년 당시의 미쓰비시 2호관(콘도르 설계)에 인접한 신사옥을 건설하는 것이 결정되었다. 지명콘페의 방식으로 오카다 신이치로의 안이 채용되었다. 그리하여 오카다의 생각에 따라 구사옥은 헐어버리고 건설하게 되었다. 1930년 9월 기공하여 1934년 3월 31일 준공되었다.
태평양전쟁 이후 연합국군최고사령부총사령부(GHQ)에 접수당했다. 아메리카 극동공군사령부로서 사용되어 대일이사회 제1회 의회는 메이지 생명관 2층의 회의실에서 행해졌다. 1956년 아메리카군으로부터 반환되었다.
1997년 쇼와 건조물로서는 처음으로 중요문화재로 지정받았다.
2001년 개수공사가 이루어져 인접지에 30층짜리 메이지야스다생명빌딩(明治安田生命ビル)을 건설하여 일체적으로 이용함으로써 역사적 건조물을 활용하면서 전면보존이 실현되었다. 현재에도 메이지야스다생명보험의 본사옥로서 현역 이용되고 있으며, 1층에는 동사의 '마루노우치 손님 상담 센터'가 운영되고 있다.
각국이 일본에 파견한 특명전권대사·특명전권공사가 천황을 맞이하여 신임장을 제출하는 신임장봉정식(信任状捧呈式) 때 도쿄역 마루노우치에서 마차 또는 자동차로 황거 내의 궁전까지 이동하는 관례가 있었는데 도쿄역의 개장 따위로 인하여 2007년 4월 이후 메이지 생명관에서 출발하는 것이 되었다. 2017년 도쿄역전의 공사가 완성됨에 따라 동년 12월 11일 주일 베냉 대사의 신임장봉정부터는 다시금 도쿄역전에서 출발하는 것으로 변경되었다.
2022년 세이카도 문고에서 이설된 전시실이 1층에 오픈될 예정이다.

## 건축의 특징

### 외관
설계를 맡은 오카다는 '양식건축의 명수'로 호칭된다. 메이지 생명관 또한 5층짜리 코린트식 열주가 나란한 고전주의양식을 따른 디자인이다. 한편 이 건물보다도 먼저 세워진 근린의 도쿄중앙우편국은 세련된 모더니즘 건축의 걸작으로 추켜지고 있어 대조적이다.

### 내부의 의장·설비 등
1층 점두 업무실은 2층까지 막힘없이 뚫려 있다. 2층은 뚫린 곳을 싸고돌며 회랑이 있으며 집무실·회의실·식당 등이 위치하고 있다. 사장실의 외장에는 당시에 유행하던 스페니시 양식을 이용하였다.

## 참고 문헌
- 建築學會、昭和9年（1934年）6月 『建築雑誌 第48輯 第586號』
  - 明治生命保険株式会社
  - 国指定文化財等データベース:明治生命保険相互会社本社本館